# Селена (певачица)
Селена Кинтаниља Перез (шп. Selena Quintanilla-Pérez; Лејк Џексон, 16. април 1971 — Корпус Кристи, 31. март 1995), позната једноставно као Селена, била је америчко-мексичка поп певачица. Селенине песме Como La Flor, Amor Prohibido и Dreaming of You постали су хитови након њене преране смрти 1995. године. Године 1997. по њеној биографији је снимљен филм Селена са Џенифер Лопез у главној улози.

## Дискографија
Албуми групе Selena y Los Dinos
- (1984)
- (1986)
- (1986)
- (1987)
- (1988)
- (1988)

Соло студијски албуми
- (1989)
- (1990)
- (1992)
- (1994)
- (1995)